# Нуклеарна електрана Темелин
Нуклеарна електрана Темелин је електрана са највећом снагом у Чешкој републици. Налази се у селу Темелин у јужној Чешкој. Године 2006. електрана је произвела приближно 12 TW часова (4,136 PJ) струје, што је око 14% произведене електричне енергије у Чешкој. Ова електрана спада у најновије електране у Европи. Изградња нуклеарне електране коштала је око 35 милијарди чешких круна. Директор електрана је Владимир Хлавинка.

## Техничке информације о електрани

### Реактори
Нуклеарна електрана Темелин има два реактора са водом под притиском. Сваки има електричну снагу од 1.000 MW (тип реактора је ВВЕР-1000). Први пројекат електране рачунао је на изградњу 4 ректора. Тежина реактора, без медија за хлађење, је око 800 . Хлађење је омогућено помоћу раствора борове киселине. 
Унутрашњост реактора је смештена у гвозденој посуди која се налази под притиском 17,6 MPa и подноси температуру до 350 °C, при чему је најчешћа темепаратура од 290-320 °C а притисак око 15,7 MPa. Висина ове посуде је 11 , а спољашњи пречник 4,585 . Дебљина зида ове посуде је 193 .

### Гориво
Као гориво се користи уранијум-оксид UO2, са 4,25% обогаћења уранијумом 235. У реактору се налази укупно 92  горива. Језгро реактора је високо 3530 mm, пречник 3160 mm. У језгру се налазе прецизно постављена 163 горивна елемента, и 61 шипки за регулацију. Сваки горивни елемент садржи 312 горивних шипки, 18 шипки са водом и једном шипком за мерења и експерименте. Циклус горива је 4 године, а једном годишње се мења четвртина горива. Тренутно се тежи ка промени на петогодишњи циклус горива.
Гориво се купује од фирме Вестингхаус (енгл. Westinghouse) а од 2010. добављач би требало да постане руска фирма ТВЕЛ.

### Хлађење
Запремина медија за хлађење у примарном прстену је 337 , температура на улазу у реактора је 290 °C а на излазу 320 °C.
Електрана садржи четири торња за хлађење који су високи 150 . Пречник сваког торња при дну је 130  а површина спољашњег зида износи 44.000 m². Пара која кондензује у овим торњевима може да се види и са удаљености од 70 .

## Историја електране

### Пре 1989.
Електрана је планирана још за време социјалистичке Чехословачке као једна од главних грађевина за производњу електричне енергије. Пре тога, у Чехословачкој је отворена електрана Јасловске Вохунице (на територији Словачке) и нуклеарна електрана Дуковани (на територији Чешке републике). Заједно са пројектовањем електране Темелин, пројектована је и електрана Моховице (у Словачкој).
Одлука о изградњи електране, њеног првог и другог реактора, издата је 1980. године, а 1981. потписан је уговор са Совјетским Савезом. Уговор је проширен 1982. године за још два реактора. 1986. електрана је добила дозволу за изградњу, 1987. је почела изградња. Године 1988. завршена је изградња прве расхладне куле. Према првим планирањима, први реактор је требало да буде завршен 1992. године а последњи, четврти, 1997.

### После 1989.
Изградња је знатно успорена. Највећи утицај имали су протести и демонстрације Аустријанаца, који су били против изградње Темелина и доводили су у питање сигурност ове нуклеарне електране. Контролни и управљачки системи реактора морали су да прођу кроз одређене измене. Измене је контруисала нова фирма, амерички Вестингахаус.
Јануара 1990. године, поставени су темељи за изградњу трећег и четвртог реактора, али је у марту исте године влада одлучила да се у животу оставе само први и други реактор.
Највећи утицај на изградњу и отварање Темелина, имао је референдум од 14. до 21. јануара, на коме се већина Аустријанаца изјаснила да је услов уласка Чешке у Европску унију, затварање нуклеарне електране Темелин. Након тога, ситуација се мало стишала, али опет 2006. године, дошло је до нових демонстрација на граници са Аустријом.
Гориво је у први реактор стављено у јулу 2000. године, 9. окторбра 2000. је активирано, а 21. децембра је први реактор спојен са разводном мрежом. 
У другом реактору, гориво је постављено у јуну 2002, а 17. августа је активирана прва реакција.